# Василиј Соколовски
Василиј Данилович Соколовски (рус. Васи́лий Дани́лович Соколо́вский 21. јул 1897. - 10. мај 1968) је био совјетски војни вођа, Маршал Совјетског Савеза (то је постао 3. јула 1946.), херој Совјетског Савеза. Током Великог отаџбинског рата био је постављен за начелника штаба различитих фронтова, под командом Жукова, након рата постао је теоретичар рата, аутор "Војне стратегије" (Военная стратегия).
Родио се у селу Козлики,срез Бјалисток,Гродненска губернија,Руске империје.
Води поријекло из сиромашне сеоске породице, данас се та територија налази у Пољској,по националности је Рус.
1905. је завршио црквено-парохијску школу,и радио је у кожари у Заблудову.￼ 
Неколико година је радио тамо и самообразовао се.1912. са одличним је завршио двогодишњу учитељску школу,а 1918. вишу педагошку у Невељу.
У 1.свјетском рату је као учитељ био ослобођен војске,али је радио на изградњи одбрамбених линија 1915. неколико мјесеци.
У грађанском рату, фебруара 1918. прелази на страну Црвене армије,међу првим добровољцима.
Маја исте године завршава Московске војно-инструкторске курсеве и одлази на источни фронт као командир чете у 2.уралски пук,а у јуну постаје начелник штаба батаљона,а у јулу се враћа на дужност командира чете 2.брдског пука,од августа је помоћник команданта пука,а у септембру вршилац дужности команданта.
Од октобра 1918. до јуна 1919. је слушалац 1.генерације војне академије Црвене армије. Након завршетка 1.курса упућен је у штаб 10.армије.
Од јуна до децембра 1919. је старији помоћник начелника штаба 32.стрељачке дивизије и привремено командује бригадом у тој дивизији на Јужном фронту.19.7.-07.08. командант здружене коњичке дивизије 5.армије Источног фронта,06.-16.10. начелник 13.сибирске коњичке дивизије.
Од децембра 1919. до јуна 1920. је на старијем курсу академије,а послије у штабу 11.армије,у августу постаје шеф операција 32.дивизије,а у септембру привремено начелник штаба.
Од новембра 1920. до октобра 1921. поново на академији,коју крајем године завршава у тројици најбољих. Након тога до априла 1922. помоћник шефа операција Туркестанског фронта,од априла до маја начелник штаба 2.туркестанске стрељачке дивизије,а послије командант дивизије и ферганске групе војске.Учествује у борбама против басмача и бива рањен метком.
Од августа 1924. начелник штаба 14.стрељачке дивизије Московског војног округа,од октобра 1926. до јула 1930. на истој дужности у 9.стрељачком корпусу Сјевернокавкаског војног округа.1928. завршио више академске курсеве на војној академији Фрунзе,од јула 1930. командант 43.стрељачке дивизије Бјелоруског војног округа,од јануара до маја 1935. замјеник начелника штаба Приволшког војног округа.
Од 1931. је члан СКП(б)
Од маја 1935. до јануара 1938. начелник штаба Уралског војног округа,од априла 1938. до јануара 1941. на истој дужности у Московском војном округу.
Од фебруара до јуна 1941. замјеник начелника генералштаба по организационо-мобилизационим питањима.